# دوقية ليمبورغ (1839-1866)
دوقية ليمبورغ (بالهولندية: Hertogdom Limburg؛ بالألمانية: Herzogtum Limburg) أنشئت وتشكلت من الجزء الشرقي من مقاطعة ليمبورغ نتيجة لمعاهدة لندن عام 1839. بحكم القانون كان كيانا سياسيا مستقلا في اتحاد شخصي مع مملكة هولندا، وفي الوقت نفسه مقاطعة من مملكة هولندا. حتى 1866 كان أيضا دوقية للاتحاد الألماني. لا ينبغي أن هذا دوقية جديدة من ليمبورغ يتم الخلط بينه وبين دوقية ليمبورغ القديمة، التي اندثرت في 1794.